# Hieronymus Bosch festményeinek listája

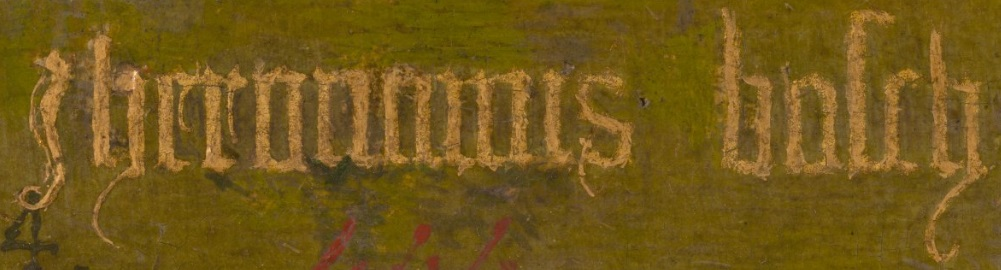
Bosch szignója a Királyok imádása című triptichonon. Csak néhány fennmaradt alkotását szignózta a művész.

Az alábbi lista Hieronymus Bosch németalföldi festőnek tulajdonított festményeket tartalmazza, azokat az alkotásokat, melyeket ő és/vagy az alkotói műhelyéből más művész festett. Pontos kronologikus sorrend felállítása a rendelkezésre álló információk alapján nem lehetséges. Bosch munkássága három periódusra bontható: korai korszak (kb. 1470–1485), középső korszak (kb. 1485–1500) és kései korszak (kb. 1500-tól haláláig). Bosch fennmaradt műveiből hét a középső korszákban, tizenhárom a kései korszakában készült. A korai korszakából (1485 előtti időszakból) nem maradt fenn egyetlen festménye sem.

## Triptichonok
| Festmény                                         | Cím, leírás, információk |
| ------------------------------------------------ | --- |
| Adoration of the Magi                            | Királyok imádása 1491–1498 körül Olaj, fa 138 × 144 cm Prado, Madrid, Spanyolország Az összecsukható triptichon fedelén, csukott állapotában a Szent György miséje című festmény látható |
| Outside of Adoration of the Magi                 | Szent György miséje 1491–1498 körül Olaj, fa 138 × 144 cm Prado, Madrid, Spanyolország A Királyok imádása összecsukható triptichon fedelén, csukott állapotában látható |
| The Garden of Earthly Delights                   | Gyönyörök kertje - Paradicsom - A Gyönyörök kertje - Pokol 1495–1505 körül Olaj, fa 220 × 389 cm Prado, Madrid, Spanyolország Az összecsukható triptichon fedelén, csukott állapotában A világ teremtése című festmény látható |
| Outside panels of The Garden of Earthly Delights | A világ teremtése 1495–1505 körül Olaj, fa 220 × 389 cm Prado, Madrid, Spanyolország A Gyönyörök kertje című összecsukható triptichon fedelén, csukott állapotában látható |
| Hermit Saints Triptych                           | The Hermit Saints 1495–1505 körül Olaj, fa 86 × 100 cm Akadémiai Képtár, Velence, Olaszország |
| The Last Judgment                                | Utolsó ítélet 1495–1505 körül Olaj, fa 99.5 × 117.5 cm Groeningemuseum, Brugge, Belgium Boschnak és/vagy műhelyének tulajdonítják. Az összecsukható triptichon fedelén, csukott állapotában a Töviskoronázás című festmény látható. |
| Outside panels of The Last Judgment              | Töviskoronázás 1495–1505 körül Olaj, fa 99.5 × 117.5 cm Groeningemuseum, Brugge, Belgium Az Utolsó ítélet című összecsukható triptichon fedelén, csukott állapotában látható. |
| The Martyrdom of St. Julia                       | Szent Júlia mártíromsága 1495–1505 körül Olaj, fa 104 × 119 cm Dózsepalota, Velence, Olaszország |
| The Temptation of St. Anthony                    | Szent Antal megkísértése 1500–10 körül Olaj, fa 131.5 × 225 cm Museu Nacional de Arte Antiga, Lisszabon, Portugália Az összecsukható triptichon fedelén, csukott állapotában a The Arrest of Christ és Christ Bearing the Cross című festmények láthatók. |
| Outside panels of The Temptation of St. Anthony  | The Arrest of Christ (bal szárny) és Christ Bearing the Cross (jobb szárny) 1500–1510 körül Olaj, fa 131.5 × 225 cm Museu Nacional de Arte Antiga, Lisszabon, Portugália A Szent Antal megkísértése című összecsukható triptichon fedelén, csukott állapotában láthatók. |
| The Last Judgment                                | Utolsó ítélet 1500–1505 körül Olaj, fa 163.7 × 127 cm (central panel) 167.7 × 60 cm (bal szárny) 167 × 60 cm (jobb szárny) Bécsi Szépművészeti Múzeum, Bécs, Ausztria Az összecsukható triptichon fedelén, csukott állapotában a Saint James the Greater and Saint Bavo című festmények láthatók. |
|                                                  | Saint James the Greater (bal szárny) és Saint Bavo (jobb szárny) 1500–1505 körül Olaj, fa 167.7 × 60 cm (bal szárny) 167 × 60 cm (jobb szárny) Bécsi Szépművészeti Múzeum, Bécs, Ausztria Az Utolsó ítélet című összecsukható triptichon fedelén, csukott állapotában láthatók. |
| The Haywain (Prado version)                      | Szénásszekér 1510–1516 Olaj, fa 147 × 232 cm (Escorial változat) 135 x 190 cm (Prado változat) El Escorial, Spanyolország (1. változat) Prado, Madrid, Spanyolország (2. változat) Két változat létezik az egyik az Escorial, a másik a Prado gyűjteményében található. Mindkettő feltehetően Bosch elveszett eredetijének másolata. Az összecsukható triptichon fedelén, csukott állapotában Az élet útja című festmény látható |
|                                                  | Az élet útja 1510–1516 Olaj, fa 135 x 190 cm (Prado változat) Prado, Madrid, Spanyolország (2. változat) Ismert még The Pedlar címen is. A Szénásszekér című összecsukható triptichon fedelén, csukott állapotában látható. |
| Passion Triptych                                 | Passió 1530 körül Commissioned by Mencía de Mendoza (1508–1554) for her burial chapel (the Chapel of the Epiphany) in the convent of Santo Domingo, Valencia Oil on panel 163 × 382 cm Museu de Belles Arts de València, Valencia, Spanyolország Feltehetően nem Bosch hanem egy másik németalföldi művész alkotása |

## Diptichonok és poliptichonok
| Festmény | Leírás, információk |
| -------- | --- |
| ;        | Hell and the Flood - Mankind Beset by Devils (A The Fall of the Rebel Angels hátoldalán) - The Fall of the Rebel Angels - Noé bárkája az Ararát-hegyen - Mankind Beset by Devils (A Noé bárkája az Ararát-hegyen hátoldalán) Olaj, fa 69.5 × 35 cm (a szárnyak) 34.5 cm (a hátoldal) Museum Boijmans Van Beuningen, Rotterdam, Hollandia             |
|          | Túlvilági látomások - Fall of the Damned into Hell - A pokolba vezető folyó - Földi paradicsom - Az üdvözültek mennybemenetele 1505–15 Olaj, fa 86.5 × 39.5 (each) Palazzo Grimani, Velence, Olaszország Ismert még Cardinal Grimani's Altarpiece címen is. Feltehetően egy nagyobb (négy festményt tartalmazó) oltárkép része volt, mára elveszett. |

## Elveszett oltárképek szárnyai és töredékei

### Jézus élete
| Festmény                           | Leírás, információk |
| ---------------------------------- | --- |
| Adoration of the Child             | Adoration of the Child Olaj, fa 66 × 43 cm Wallraf-Richartz Museum, Köln, Németország Bosch szerzősége vitatott. Feltehetően egy másolat Bosch eredeti műve alapján. Több változata ismert, melyek a Noordbrabants Museum, a 's-Hertogenbosch és a Musées royaux des Beaux-Arts de Belgique gyűjteményében találhatóak.              |
|                                    | Királyok imádása 1470–1480 körül Olaj, fa 71.1 × 56.5 cm Metropolitan Művészeti Múzeum, New York, Amerikai Egyesült Államok Bosch szerzősége vitatott; feltehetően az 1470-es évekből Bosch közvetlen környezetéből készíthette valaki. Eredetileg Bosch korai munkájának tartották, majd keletkezését a 16. század végére datálták. |
| Philadelphia Adoration of the Magi | Királyok imádása Olaj, fa 94 × 74 cm Museum of Art, Philadelphia, USA |
| Crucifixion With a Donor           | Crucifixion With a Donor Olaj, fa 74.7 × 61 cm Royal Museums of Fine Arts of Belgium, Brussels, Belgium |
|                                    | Keresztvitel (Bécs) [felső panel] Christ Child with a Walking Frame (Bécs) [alsó panel] 1490–1510 körül Olaj, fa 57 × 32 cm Kunsthistorisches Museum, Bécs, Ausztria A panel hátoldalán a Christ Child with a Walking Frame című festmény (átmérő 28 cm) látható.                                                                    |
| Christ Carrying the Cross          | Keresztvitel (Gent) 1530–1540 körül Olaj, fa 74 × 81 cm Museum voor Schone Kunsten, Gent, Belgium Bosch szerzősége vitatott |
| Christ Carrying the Cross          | Keresztvitel (Madrid) 1495–1505 körül Olaj, fa 150 × 94 cm Palacio Real, Madrid, Spanyolország |
| Christ Crowned with Thorns         | Töviskoronázás (London) 1490–1500 körül Olaj, fa 73 × 59 cm National Gallery, London, Egyesült Királyság |
| Christ Crowned with Thorns         | Töviskoronázás (Escorial) 1530–1540 körül Olaj, fa 165 × 195 cm El Escorial, Spanyolország Ismeretlen festő alkotása |
| Ecce Homo                          | Ecce Homo (Philadelphia) Olaj, fa 52 × 54 cm Museum of Art, Philadelphia, USA Korábban Boschnak tulajdonították; Dendrokronológia vizsgálatok alapján a 16. század végén készíthette Bosch egyik követője. |
| Ecce Homo                          | Ecce Homo (Frankfurt) 1475–1485 körül Olaj, fa 71 × 61 cm Städel Museum, Frankfurt am Main, Németország |
| The Marriage Feast at Cana         | A kánai menyegző Olaj, fa 93 × 72 cm Museum Boijmans Van Beuningen, Rotterdam, Hollandia Több változata létezik, egyik sem Bosch idejéből. 2001-ben dendrokronológiai vizsgálatokkal kiderítették, hogy legalább 38 évvel Bosch halála után keletkezett.                                                                             |

### Szentek
| Image                                     | Details |
| ----------------------------------------- | --- |
| St. John the Baptist in the Wilderness    | St. Jerome at Prayer 1485–1495 körül Olaj, fa 77 × 59 cm Museum voor Schone Kunsten, Ghent, Belgium |
| St. Christopher Carrying the Christ Child | Szent Kristóf a gyermek Jézussal 1490–1500 körül Olaj, fa 113 × 71.5 cm Museum Boijmans Van Beuningen, Rotterdam, Hollandia |
| St. John the Baptist in the Wilderness    | Keresztelő Szent János a pusztában 1490–1495 körül Olaj, fa 48.5 × 40 cm Museo Lázaro Galdiano, Madrid, Spanyolország |
| Szent János Patmosz szigetén              | Szent János Patmosz szigetén 1490–1495 körül Olaj, fa 63 × 43.3 cm Gemäldegalerie (Berlin), Németország A hátoldalán kettős festmény látható (átmérő: 39 cm): Scenes from the Passion of Christ (külső kör) és The Pelican with Her Young (belső kör).                                                                 |
|                                           | Scenes from the Passion of Christ (külső kör) és The Pelican with Her Young (belső kör) 1490–1495 körül Olaj, fa diameter 39 cm. Gemäldegalerie, Berlin, Németország Szent János Patmosz szigetén című festmény hátoldalán láthatóak.                                                                                  |
| The Temptation of St. Anthony             | Szent Antal megkísértése 1500–1510 körül Olaj, fa 38.6 x 25.1 cm Nelson-Atkins Museum of Art, Kansas City, Missouri, Amerikai Egyesült Államok Bosch szerzősége vitatott volt, de a Bosch Research and Conservation Project megállapításai szerint a festmény alatti rajzvonások alapján Bosch alkotásának tekinthető. |
| The Temptation of St. Anthony             | Szent Antal megkísértése 1530–1540 körül Olaj, fa 70 × 51 cm Prado, Madrid, Spanyolország Bosch szerzősége vitatott |

### Egyéb alkotások
| Festmény                                       | Leírás, információk |
| ---------------------------------------------- | --- |
|                                                | Földi paradicsom (bal szárny) Death of the Reprobate (jobb szárny) 1500 körül (1490–1510) Olaj, fa Left panel:Height: 34.5 cm (13.5 in); Width: 21 cm (8.2 in). Right panel: 34.6 × 21.2 cm magángyűjtemény, New York, Amerikai Egyesült Államok Feltehetően egy elveszett Utolsó ítélet című triptichon bal (Földi paradicsom) és jobb (Death of the Reprobate) szárnyai. |
| Ship of Fools                                  | Bolondok hajója 1500–1510 körül Olaj, fa 58 × 33 cm Louvre, Párizs, Franciaország Egy elveszett triptichon darabjai, melyhez az Allegory of Gluttony and Lust (Bolondok hajója című szárny alsó darabja) és Death and the Miser (külső szárny) című festmények tartoznak.                                                                                                  |
| Allegory of Gluttony and Lust                  | Allegory of Gluttony and Lust 1500–1510 körül Olaj, fa 35.8 × 32 cm Yale University Art Gallery, New Haven, Amerikai Egyesült Államok Egy elveszett triptichon darabjai, melyhez a Bolondok hajója (alsó része az Allegory of Gluttony and Lust) és a Death and the miser (külső szárny) című festmények tartoznak.                                                        |
| Death and the Miser                            | Death and the Miser 1500–1510 körül Olaj, fa 92.6 × 30.8 cm National Gallery of Art, Washington, D.C., Amerikai Egyesült Államok Egy elveszett triptichon külső szárnya, mely a Bolondok hajója (felső rész) és a Death and the Miser (alsó rész) című alkotásokat tartalmazza.                                                                                            |
|                                                | Bolondok hajója/Death and the Miser triptych A triptichon rekonstrukciója: a bal oldalon a Bolondok hajója (felső rész) és az Allegory of Gluttony and Lust (alsó rész) című festmény látható. A jobb szárnyon a Death and the miser című festmény látható. Alul a két szárny hátoldalára festett alkotás, a The Wayfarer látható.                                         |
| The Wayfarer                                   | The Wayfarer 1500–1510 körül Olaj, fa 71.5 cm (diameter) Museum Boijmans Van Beuningen, Rotterdam, Hollandia Felthetően egy elveszett triptichon (Bolondok hajója [?]) külső szárnyai. |
| Cutting the Stone                              | A kőoperáció 1500–1520 körül Olaj, fa 48 × 35 cm Prado, Madrid, Spanyolország Ismert A kőmetszés vagy A balgaság gyógyítása címen is. |
| The Seven Deadly Sins and the Four Last Things | A hét főbűn és a négy végső dolog 1510–1520 körül Olaj, fa 120 × 150 cm Prado, Madrid, Spanyolország Bosch szerzősége vitatott |
| The Last Judgment (fragment)                   | Utolsó ítélet (töredék) 1530–1540 körül Olaj, fa 60 × 114 cm Alte Pinakothek, München, Németország Egy elveszett triptichon töredéke. Bosch szerzősége vitatott. |
| The Conjurer                                   | Bűvész 1530–1540 körül Olaj, fa 53 × 65 cm Musée Municipal, Saint-Germain-en-Laye, Franciaország Bosch szerzősége vitatott |
| Head of a Halberdier                           | Head of a Halberdier Olaj, fa 28 × 20 cm Prado, Madrid, Spanyolország Töviskoronázás című alkotás részlete, melyet Bosch egyik követője készített. |
| Head of a Woman                                | Head of a Woman Olaj, fa 13 × 5 cm Museum Boijmans Van Beuningen, Rotterdam, Hollandia Töredék. Szerzőség bizonytalan. |